# Вейзенбек, Косье
Косье Вейзенбек (нидерл. Coosje Wijzenbeek; 18 апреля 1948, Хилверсюм, Северная Голландия — 26 марта 2021) — нидерландская скрипачка и музыкальный педагог.
Окончила Амстердамскую консерваторию у Давины ван Вели. Преподавала в Гаагской консерватории, затем в Амстердамской консерватории. Воспитала целый ряд значительных музыкантов, среди которых выделяется Янин Янсен. Основала (1984) и бессменно возглавляла детский ансамбль скрипачей «De Fancy Fiddlers», в котором играют юные музыканты из разных стран. В 2007 году удостоена внеочередной премии Фонда имени Антона Кершеса за исключительный вклад в музыкальную педагогику Нидерландов.